# Katia Even
 (janvier 2024).
Il peut être nécessaire de l'améliorer pour respecter le principe de neutralité de point de vue. Veuillez consulter la page de discussion pour plus de détails.

Katia Even est une dessinatrice et une scénariste de bande dessinée française de bandes dessinées née le 26 janvier 1977 à Limoges.

## Biographie
Après avoir suivi des études de langue et envisagé une carrière d'enseignante, elle se tourne vers le dessin, qu'elle apprend en autodidacte, et la bande dessinée et voit sa première illustration publiée en 2007 dans l'album collectif les 10 ans d'Opalebd.com (éditions la Fibule). Dans un style rond et humoristique qui traduit les influences de Jim Davis, Peyo et Bill Watterson, elle publie dans un premier temps les histoires de Rachel la petite souris aux éditions du Chat puis sort aux éditions Joker le premier tome de Lol Story sur un scénario de Valéry Der-Sarkissian.

## Œuvres
- Rachel la petite souris[2] (scénario et dessin), couleurs de Kaori, Éditions du chat, 2 tomes, 2009-2010
- Lol Story, t.1 : L'Art d'attraper des mecs[3] (dessin), scénario de Valéry Der-Sarkissian, couleurs de Kaori, éditions Joker, 2010  (ISBN 978-2-87265-484-0)
- Les Rêves de Méa, T.1[4] (scénario, dessin, couleurs), Le Stylo Bulle, 2011  (ISBN 978-2-361-76013-7)
- Waf![5] (scénario), dessin de Licinia Tozzi, couleurs de Francesca Pesci, éditions Clair de Lune, 2014  (ISBN 978-2-353-25655-6)
- Guérir de ses blessures affectives (illustrations), texte de John Gray, éditions de l'Éveil, 2015
- Pyraths (scénario), dessin de Licinia Tozzi, couleurs de Francesca Pesci, éditions Sandawe, 2016  (ISBN 978-2-390-14060-3)
- La Déesse[6] (scénario), dessin de Nephyla, 2 volumes, éditions Tabou, 2016  (ISBN 978-2-359-54098-7)
- Inguinis[7] (scénario), dessin de Nicolas Guénet, 6 volumes, éditions Tabou, 2017 - 2023 (ISBN 978-2-359-54118-2)
- Le Plastique, c'est fantastique[8] (scénario et dessin), d'après les paroles d'Elmer Food Beat, 2 volumes[9], éditions Graph Zeppelin, 2017 - 2019
- Narcisse[10] (scénario), dessin de Sokie, éditions Tabou, 2018  (ISBN 978-2-359-54112-0)
- Le Peuple des Brumes[11] (scénario), dessin de Styloïde, 3 volumes, éditions Tabou, 2 tomes, 2018-2020
- Il faudra me passer sur le corps[12] (scénario), dessin de Sergio Bleda, éd. Tabou, 2019  (ISBN 978-2-359-54149-6)
- Le Petit Derrière de l’Histoire[13], avec Marie Duclos, Kennes, 2020  (ISBN 978-2931064047)
- Le Petit Derrière de l’Histoire[14], avec Marie Duclos, 4 volumes, éditions du Chat, 2020-2024